# Kadutschen
Kadutschen je naselje v Občini Plajberk pri Beljaku v Okraju Beljak-dežela na Koroškem v Avstriji.